# La Nonne sanglante
Personnages
- Le comte Ludorf
- Rodolphe, son fils
- le baron Moldaw
- Pierre l'Ermite
- Agnès
- Arthur, serviteur de Rodolphe
- la nonne sanglante

La Nonne sanglante est un opéra en cinq actes de Charles Gounod sur un livret de Eugène Scribe et Casimir Delavigne, créé à Paris à la salle Le Peletier le 18 octobre 1854. Le récit s'inspire d'une légende médiévale allemande, notamment repris dans un roman de Matthew Gregory Lewis, Le Moine, en 1796.

## Historique
L’adaptation à l’opéra du thème de La Nonne sanglante a été envisagée par plusieurs compositeurs, dont Giuseppe Verdi et Hector Berlioz, qui abandonne le projet ébauché entre 1841 et 1847. Eugène Scribe sollicite plusieurs compositeurs ensuite avant de convaincre Charles Gounod, qui n'avait jusqu'alors composé qu'un seul opéra en 1851 : Sapho. Le compositeur se met au travail en 1852 et la partition est achevée à l'été 1853. L'ouvrage est initialement programmé pour décembre 1853 au Théâtre impérial de l'Opéra mais est reporté.
La Nonne sanglante est créé à la salle Le Peletier le 18 octobre 1854. Onze représentations ont lieu entre octobre et novembre 1854, qui n'ont cependant pas la faveur ni du public ni de la critique, en particulier le livet, jugé plus faible que les textes précédents d'Eugène Scribe. L'Opéra de Paris traverse alors une période de crise et l'accueil mitigé que reçoit l'œuvre contribue au limogeage de son directeur Nestor Roqueplan, qui est remplacé par son adversaire, François-Louis Crosnier. Celui-ci fait immédiatement cesser les représentations de La Nonne sanglante, estimant que « pareilles ordures » ne seraient plus tolérées.
L'opéra est représenté en 2008 à Theater Osnabrück (en), en 2018 à l'Opéra Comique de Paris, dirigé par Laurence Equilbey et mis en scène par David Bobée et en 2023 à l'Opéra de Saint-Étienne, mis en scène par Julien Ostini et dirigé par Paul-Emmanuel Thomas.

## Description
La Nonne sanglante est un opéra en cinq actes en français d'une durée deux heures et demi. La partition fait une place importante aux chœurs et un ballet est présent à l'acte IV pour le mariage de Rodolphe et Agnès. Les airs dans la partition sont réservés principalement au héros et son page, mais aucun des deux personnages féminins n'en a. 

## Argument
L’argument de La Nonne sanglante provient d’une légende allemande du Moyen Âge. Le livret s’inspire librement des versions qu’en ont données Matthew Gregory Lewis dans Le Moine (1796) et Charles Nodier ou Eugène Scribe au XIXe siècle.

### Acte I
Au XIe siècle en Bohême, un conflit héréditaire oppose les familles Moldaw et Luddorf. L'union étant nécessaire dans la perspective d'un départ aux croisades, l'ermite Pierre obtient des deux seigneurs qu'ils s’allient par le mariage de leurs enfants : Théobald de Luddorf épousera Agnès de Moldaw. Les seigneurs et leurs suites entrent célébrer le projet dans le château de Moldaw. Or Agnès et Rodolphe, le cadet des Luddorf, s'aiment. Ils profiteront de l'apparition rituelle du fantôme de la Nonne sanglante, pour s'enfuir. Rodolphe tenant tête à son père, il est chassé du château.

### Acte II
Au cœur de la nuit, tandis que son page Arthur prépare sa fuite, Rodolphe guette Agnès. À la femme voilée qui descend l’escalier, il jure une fidélité éternelle avant de l’emmener dans le château abandonné de ses ancêtres. Or à leur arrivée, les ruines se raniment, un riche banquet apparaît, les fantômes des aïeux prennent place à table : la femme voilée n’est autre que la Nonne sanglante qui entend à présent épouser Rodolphe.

### Acte III
Rodolphe a trouvé refuge chez des paysans mais reste hanté, chaque soir à minuit, par la Nonne sanglante qui réclame son dû. Le page Arthur vient lui annoncer que son frère aîné est mort au combat. Rodolphe pourrait maintenant épouser Agnès, n’était le serment qui le lie au fantôme. Or la malédiction de la Nonne ne sera levée qu’à la mort du meurtrier dont elle fut la victime. Il s’engage à le tuer lorsqu’elle le lui désignera.

### Acte IV
Sur le point d’épouser Agnès, en pleine fête nuptiale, Rodolphe voit paraître la Nonne sanglante, invisible aux yeux des autres. Elle lui désigne son propre père, le comte de Luddorf. Epouvanté, Rodolphe quitte la cérémonie, ce qui ranime l’animosité des Moldaw à l’égard des Luddorf : le mariage est suspendu, la vieille querelle renaît.

### Acte V
Près de la tombe de la Nonne sanglante, le comte de Luddorf bourré de remords est prêt à payer de ses crimes pour sauver son fils. Il surprend un projet de guet-apens des Moldaw à l’égard de Rodolphe, puis entend la confession de Rodolphe à Agnès : maudit par la Nonne, incapable de tuer son père, il veut s’exiler à jamais. Emu, le père se jette dans le piège tendu à son fils. Frappé à mort, il meurt sur la tombe de la Nonne qui implore pour elle et pour lui la clémence de Dieu, et délivre enfin Rodolphe de ses vœux.

## Rôles

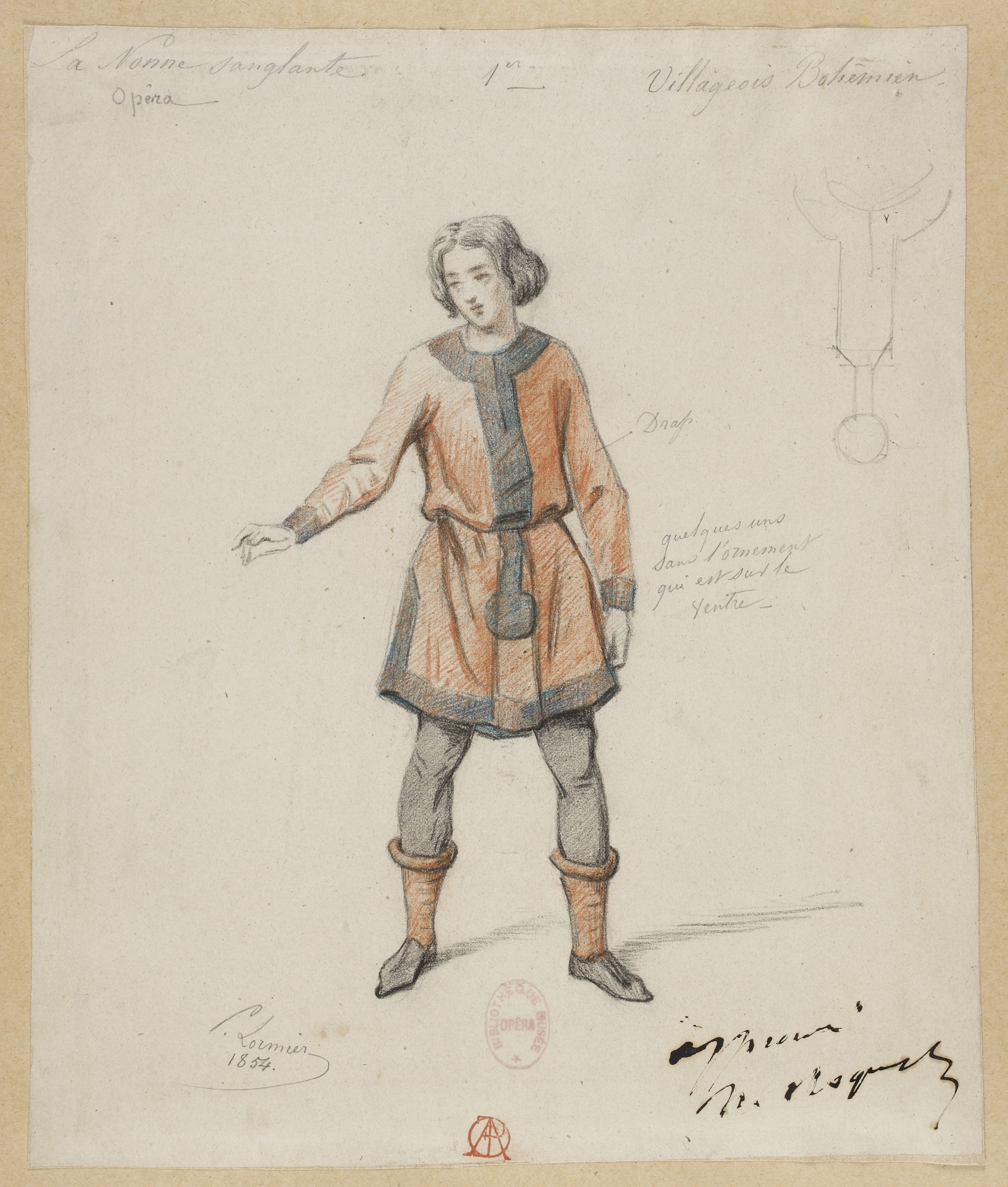
Quatre maquettes de costumes pour La Nonne sanglante de Charles Gounod par Paul Lormier. 1. Villageois bohémien

| Rôle                                                                | Tessiture     | Distribution lors de la première, le 18 octobre 1854 (Chef d'orchestre: - ) |
| ------------------------------------------------------------------- | ------------- | --------------------------------------------------------------------------- |
| Le comte Ludorf                                                     | basse         | Jean-Baptiste Merly                                                         |
| Le baron Moldaw                                                     | basse         | Jacques-Alfred Guignot                                                      |
| L'ermite Pierre                                                     | basse         | Jean Depassio                                                               |
| Rodolphe, fils de Ludorf                                            | ténor         | Louis Gueymard                                                              |
| Agnès, fille de Moldaw                                              | soprano       | Anne Poinsot                                                                |
| La nonne sanglante                                                  | mezzo-soprano | Palmyre Wertheimber                                                         |
| Arthur, serviteur de Rodolphe                                       | soprano       | Marie-Dussy                                                                 |
| Vassaux, soldats, invités au mariage, paysans, chevaliers, fantômes |               |                                                                             |

## Instrumentation
- Instruments à vent en bois: petite flûte, deux flûtes, deux hautbois (également cor anglais), deux clarinettes, clarinettes basses, deux bassons
- Instruments à vent en cuivre : quatre cors, quatre trompettes, trois trombones, ophicléide
- Timbales, instruments de percussion: grosse caisse, caisse claire, tambourin, triangle, tam-tam, cloche
- deux harpes
- Instruments à cordes
- Sur scène : trompette, cloche

## Discographie sélective
- CPO Osnabrücker Symphonieorchester Direction Hermann Bäumer-Marco Vassali-Genadius Bergorulko-Yoonki Baek-Natalia Atmanchuk-Iris Marie Kotzian-Frank Färber-Eva Schneidereit. 2008[6].

- Michael Spyres (Rodolphe), Vannina Santoni (Agnès), Marion Lebègue (la Nonne), Jérôme Boutillier (Le Comte), Jodie Devos (Arthur), Jean Teitgen (Pierre Lermite), Luc Bertin-Hugault (Le Baron), Enguerrand De Hys (Fritz), Accentus, Insulaire Orchestra, Dir. Laurance Equilbey, mise en scène : David Bobée. DVD Naxos 2019[8].